# Henri Grialou
Henri Grialou, in religione Maria Eugenio di Gesù Bambino (Le Gua, 2 dicembre 1894 – Venasque, 27 marzo 1967), è stato un presbitero francese dell'ordine dei carmelitani scalzi, fondatore dell'Istituto Nostra Signora della Vita.
La sua beatificazione è stata approvata da papa Francesco nel 2016.

## Biografia
Studiò presso i Fratelli delle Scuole Cristiane e poi nei collegi apostolici dei missionari spiritani a Susa e a Langogne. Nel 1908 entrò nel seminario di Graves a Villefranche-de-Rouergue e nel 1911 passò al seminario maggiore di Rodez.
Partecipò come volontario alla prima guerra mondiale, congedandosi con il grado di tenente e ottenendo la croce di guerra e la legion d'onore.
Nel 1919 tornò in seminario e il 4 febbraio 1922 fu ordinato sacerdote. Subito dopo decise di abbracciare la vita religiosa tra i carmelitani scalzi del convento di Avon e adottò il nome di Maria Eugenio di Gesù Bambino: emise la sua professione l'11 marzo 1923.
Svolse funzioni importanti in seno al suo ordine. Fu direttore della rivista Le Carmel, superiore della comunità di Petit-Castelet a Tarascona (1928), priore dei conventi di Agen (1932) e Montecarlo (1936); fu eletto definitore generale dell'ordine nel 1937 e confermato nel 1946, mentre nel 1954 fu nominato vicario generale. Dopo il 1955 fu, per due mandati, padre provinciale della provincia carmelitana di Avignone.
Verso il 1928 aveva incontrato a Petit-Castelet un gruppo di insegnanti che, nel 1932, presso il santuario di Notre-Dame de Vie, riunì in una comunità che, nel 1937, divenne una congregazione del terz'ordine regolare dei carmelitani scalzi. La comunità, intitolata a Nostra Signora della Vita, fu riconosciuta come istituto secolare di diritto diocesano nel 1948 e di diritto pontificio nel 1962.
La sua opera principale, Je veux voir Dieu, compendio della sua dottrina spirituale, conobbe un grande successo e fu tradotta in numerose lingue.